# David Nordström
David Fridolf Nordström, född 1 augusti 1897 i Stockholm, död 21 januari 1955 i Stockholm, var en svensk målare, tecknare och bokbindare.
Han var son till affärsmannen Johan Viktor Nordström och Maria Bernardina Pettersson samt från 1930 gift med Svea Anna Viktoria Joannesson. Han studerade vid Tekniska skolan i Stockholm 1915-1918 på fritiden studerade han skulptur för stuckatören Ross samtidigt som han var anställd som dekorationsmålare vid Carl Grabows ateljé. Han anställdes 1918 vid P. A. Norstedts & söners bokbinderi för att senare övergå till Esselte. Under ledig tid utförde han oljemålningar, akvareller och framför allt teckningar. Han fyllde ett flertal skissböcker med noggrant utförda tuschteckningar av olika Stockholmsmiljöer ofta med hus föreslagna till rivning eller ombyggnad samt byggnader med utsmyckade portaler och reliefer. Under 1948 vistades han i Visby för att avbilda miljöbilder från Gotland och 1949 tecknade han av miljöer i Skåne samt på Öland. Han reste 1952 till Italien där han utförde ett stort antal teckningar från Rom, Venedig, Florens och Neapel. Han tecknade cirka 2400 teckningar varav 800 skänkes till Stockholms stadsmuseum som ett monument över det Stockholm som gått. Samlingen har ett stort konst- och kulturhistoriskt värde och används i forskningen av Stockholms historia.